# ناحیه نریونگورو
ناحیه نریونگورو (به لاتین: Neryungrinsky District) یک منطقهٔ مسکونی در روسیه است که در یاقوتستان واقع شده‌است.